# Wolkenstürmer (1955)
Wolkenstürmer (Originaltitel: The McConnell Story)  ist eine US-amerikanische Filmbiografie über Joseph C. McConnell von Regisseur Gordon Douglas aus dem Jahr 1955 mit Alan Ladd in der Hauptrolle.

## Handlung
Im Jahr 1941 will Joseph „Mac“ McConnell Jr., ein Gefreiter im Sanitätskorps der Armee in der Nähe von Fitchburg, Massachusetts, Pilot werden und nimmt sogar unerlaubt Privatstunden. Während er mit seinem Fluglehrer fliegt, bemerkt er, dass die Militärpolizei am Flughafen auf ihn wartet. Um einer Verhaftung zu entgehen, springt er mit dem Fallschirm aus dem Flugzeug und nimmt den Teenager Bob Brown mit. Bob nimmt Mac mit nach Hause, wo er Bobs Mutter, seinen kleinen Bruder Ronnie und seine Schwester Pearl kennenlernt, der Mac den Spitznamen „Butch“ gibt.
Als die Militärpolizei ihm auf den Fersen ist, verschwindet Mac durch ein Hinterfenster und kehrt zum Stützpunkt zurück, wo ihn sein Vorgesetzter, Sergeant Sykes, ins Militärgefängnis sperrt. Mac schleicht sich hinaus und kehrt zum Haus der Browns zurück, um Butch zu sehen, und macht ihr später, nach einem kurzen Werben, bei einem Boxkampf einen Heiratsantrag. Sykes gibt widerwillig seine Zustimmung und empfiehlt Macs Beförderung und Versetzung an eine medizinische Hochschule in Texas, aber die Versetzung erfolgt am Hochzeitstag der McConnells, so dass die Flitterwochen vorzeitig beendet sind.
Auf der neuen Basis überzeugt Mac seine Ausbilder, dass er in die Flugschule gehört. Als er in den Bundesstaat Washington versetzt wird, kehrt die schwangere Butch nach Hause zurück. Während des Weihnachtsurlaubs versucht Mac, per Anhalter quer durchs Land zu fahren, gibt aber auf, als er merkt, dass er nicht rechtzeitig zur Geburt ankommen wird. Wieder in Schwierigkeiten, wird Mac zum Wachdienst verdonnert, erfährt aber von einem Kommilitonen, Ty Whitman, von der Geburt seiner Tochter.
Obwohl er eigentlich Pilot werden wollte, wird Mac als Navigator auf einem Boeing-B-17-Flying-Fortress-Bomber eingesetzt. Während eines Fluges über Frankreich wird sein Bomber von einem neuen deutschen Düsenflugzeug angegriffen, und nach einer Bruchlandung wird die Besatzung gerettet. In Friedenszeiten fristet Mac einen unglücklichen Schreibtischjob in Nebraska. Als Ty ihm von der Rekrutierung erfahrener Flieger durch die Air Force erzählt, meldet er sich freiwillig. Butch unterstützt Macs Entscheidung.
Mit dem Gefühl, „zum Fliegen geboren“ zu sein, unternimmt Mac seinen ersten Alleinflug in einem der neuen Düsenflugzeuge. Mac wird mit seiner Familie, zu der noch eine Tochter und ein Sohn gehören, von Stützpunkt zu Stützpunkt versetzt. Bevor er in den Koreakrieg geschickt wird, nimmt Mac Butch zu einem Picknick in Apple Valley, Kalifornien, mit, wo er ein Grundstück gekauft hat und ein Haus bauen will. Flugzeuge fliegen in der „Missing Man Formation“ über ihn hinweg, und Mac erklärt, dass die Piloten damit einen gefallenen Kollegen ehren.
In Korea hilft Mac bei der Rettung von Männern aus einem abgestürzten Flugzeug mitten im Feindesland. Bei einem anderen Einsatz wird seine North American F-86 Sabre über dem Meer abgeschossen und er muss sich mit dem Fallschirm in Sicherheit bringen. Mac wird zum „Top-Ass“ des Konflikts und schießt 15 MiG-15-Jäger ab. Er wird zum ersten dreifachen Jet-Ass in der Geschichte ernannt, aber nachdem er seine 16. MiG abgeschossen hat, befürchten Ty und seine Vorgesetzten, dass er müde und rücksichtslos wird, und versetzen ihn in die USA, um neue Piloten zu trainieren.
Zu Hause wird Mac wie ein Held empfangen und trifft den Präsidenten. Als sich die Familie in Apple Valley niederlässt, erhalten sie von ihren Nachbarn die Schlüssel für ein Haus, das speziell für sie gebaut wurde. Ty, inzwischen Oberst, bittet Mac, einen Job bei der Erprobung neuer Flugzeuge anzunehmen, aber Butch hat Angst um seine Sicherheit. Mac testet den F-86H Sabre, die neueste Version des F-86, und fliegt trotz Tys Warnung, langsamer zu werden, immer schneller. Plötzlich friert die Steuerung ein und Ty fordert Mac über Funk auf, auszusteigen. Im Glauben, die Kontrolle wiedererlangen zu können, kommt Mac bei dem anschließenden Absturz ums Leben.
Butch sieht die Flugzeuge in der Formation der Vermissten über sich und erkennt, was passiert ist. Monate später nimmt Ty Butch mit zum Stützpunkt, wo sie erfährt, dass die durch Macs Unfall ausgelösten Änderungen Leben retten werden.

## Kritiken
„Die ereignisreiche, von Höhen und Tiefen geprägte Geschichte eines amerikanischen Jagdfliegers zur Zeit des Koreakrieges. Die hervorragenden Aufnahmen sind mit einem militärischen Patriotismus unterlegt, der schließlich in distanzlose Wehrpropaganda umschlägt.“

## Veröffentlichung
Der Film hatte seine Premiere am 29. September 1955 in New York. In den bundesdeutschen Kinos lief er erstmals am 2. Dezember 1955.